# Zgromadzenie Narodowe (Wenezuela)
Zgromadzenie Narodowe (hisz. Asamblea Nacional) – jednoizbowy parlament Wenezueli, główny organ władzy ustawodawczej w tym kraju. Liczba deputowanych nie jest stała, każdy stan oraz stolica wybierają po trzech przedstawicieli. Skład uzupełniany jest na podstawie wyniku uzyskanego przez podzielenie liczby ludności przez 1,1% całej populacji kraju. Pozostałe trzy mandaty zarezerwowane są dla przedstawicieli wenezuelskich plemion, wybieranych oddzielnie przez wszystkich obywateli. W wyborach stosuje się ordynację proporcjonalną. Zgromadzenie Narodowe obraduje w Federalnym Pałacu Legislacyjnym w Caracas.
Kadencja parlamentu trwa 5 lat.